# Анжела (фільм)
«Анжела» — кінофільм режисера Амоса Коллека, що вийшов на екрани в 2002 році.

## Зміст
Життя на Манхеттане для Боба перетворилася на рутину, дні схожі один на інший. Йому скоро 70, чекати сюрпризів не доводиться. Але йому так хочеться пригод! Може бути його психоаналітик прав - треба дати оголошення в газеті, і хто-небудь відгукнеться, хтось, схожий на Анжелу. Адже це Нью-Йорк, все, що завгодно може трапитися.

## Ролі
| Актор          | Роль |
| -------------- | ---- |
| Віктор Арго    | -    |
| Валері Геффнер | -    |
| Ед Ходсон      | -    |
| Марк Марголіс  | -    |
| Остін Пендлтон | -    |
| Меттью Пауерс  | -    |
| Меггі Вагнер   | -    |
| Джо Янг        | -    |

## Знімальна група
- Режисер — Амос Коллек
- Сценарист — Амос Коллек
- Продюсер — Аврам Людвіг, Таня Медінг, Регіна Циглер
- Композитор — Девід Карбонара